# میهای فونتینو
میهای فونتینو (رومانیایی: Mihai Fotino؛ ‏ ۱۴ سپتامبر ۱۹۳۰ – ۱۳ ژانویهٔ ۲۰۱۴) بازیگر اهل رومانی بود.
از فیلم‌هایی که وی در آن‌ها نقش داشته‌است، می‌توان به تلگرام و والس تایتانیک اشاره نمود.